# Giuditta (opera)
Giuditta (in russo Юдифь?) è un'opera in cinque atti del compositore russo Aleksandr Nikolaevič Serov.

## Storia della composizione
Il dramma Giuditta di Paolo Giacometti, che andò in scena a San Pietroburgo nel 1860, ispirò a Serov la composizione di un'opera lirica. Il libretto, dapprima scritto in italiano da Giovanni Giustiniani, fu poi tradotto in russo da Konstantin Ivanovič Zvancov e Dmitrij Ivanovič Lobanov-Rostovskij, con l'aggiunta di alcuni versi del poeta Apollon Nikolaevič Majkov, mentre Serov componeva la musica. La prima dell'opera ebbe luogo il 16 (28) maggio 1863 al teatro Mariinskij, diretta da Konstantin Ljadov. Il fortunato debutto di questa sua prima opera, e della successiva Rogneda, fecero di Serov il più importante compositore d'opera russo degli anni sessanta del XIX secolo. Nonostante non avesse un soggetto "russo", Giuditta ebbe un grande significato per la storia della musica russa. Oltre al grande successo che ebbe presso il pubblico, essa influenzò molti compositori russi, tra cui Čajkovskij, Musorgskij, Borodin e Anton Rubinštejn.

## Trama
L'azione si svolge nel VI secolo a.C. a Betulia e dintorni.

### Atto I
A mezzogiorno, in una piazza di Betulia, che è sotto assedio da parte di Oloferne e delle sue truppe assire, il popolo è disperato ed assetato. Gli anziani Ozia e Charmi riferiscono che tutte le strade sono state tagliate e che l'ultima fonte d'acqua si è prosciugata. Il sommo sacerdote Eliachim, tuttavia, spera in un miracolo, ma il popolo vuole arrendersi per porre fine alla sua sofferenza. Gli anziani chiedono loro di aspettare altri cinque giorni; dopo quel tempo, se Dio non li avrà liberati, la città lascerà entrare il nemico. I soldati israeliti entrano attraverso i cancelli portando Achior, che ha cercato di persuadere Oloferne a fermare l'assedio e a seguire il Dio degli ebrei; come punizione, Oloferne lo ha fatto legare e lasciare vicino alla città affinché condivida la distruzione degli Ebrei da parte degli Assiri. Tutti pregano quindi a Dio per la liberazione.

### Atto II
Giuditta, da sola nella sua stanza, decide che, invece di aspettare cinque giorni, qualcosa deve essere fatto ora. Elabora un piano per usare la bellezza che Dio le ha dato per ingannare Oloferne e salvare la sua gente. Convoca quindi gli anziani che arrivano ed esprime loro le sue intenzioni, chiedendo il permesso di andare al campo nemico con la sua schiava Avra. Gli anziani le concedono il permesso e se ne vanno. Quando Avra cerca di convincerla di non andare al campo, Giuditta persiste nella sua risoluzione.

### Atto III
Nel campo di Oloferne, le odalische cantano e danzano. Oloferne le manda via, intento al suo piano di attacco su Betulia per l'indomani. Giuditta viene fatta entrare nel campo e presentata ad Oloferne, che è incantato dalla sua bellezza, come tutti gli Assiri. Quando viene interrogata, la donna finge di conoscere un modo segreto per entrare e prendere Betulia e Gerusalemme. Oloferne crede al suo inganno, fino al punto di chiederle di essere regina. Il campo celebra quindi il potere di Babilonia.

### Atto IV
Danze e canti risuonano ancora una volta nel campo. Mentre tutti lodano Giuditta, Asfanese fa un'infelice osservazione sulla sua freddezza, ed è immediatamente pugnalato a morte da Oloferne. Proprio in quel momento entra Giuditta che rimane inorridita dal truce gesto, ma rimane risoluta nel suo piano. Oloferne la informa che la città sarà attaccata il giorno successivo poi, stordito dall'ubriachezza, cade a terra privo di sensi ai piedi di Giuditta. Dopo che è stato messo sul suo letto, la giovane rimane con lui, mentre tutti gli altri se ne vanno. Allora Giuditta prende la spada di Oloferne e lo decapita. Dopo aver chiesto ad Avra di mettere la testa in un sacco, le due se ne vanno velocemente.

### Atto V
A Betulia il popolo, in attesa dell'alba del sesto giorno, è pronto ad aprire le porte agli Assiri, nonostante le suppliche del sommo sacerdote. All'improvviso si ode Giuditta viene fuori dai cancelli; la donna entra e mostra al popolo la testa di Oloferne. il rumore delle truppe assire in fuga è confermato dal rapporto di Ozia. Tutti cantano lodi a Dio per aver esaudito le loro preghiere.